# Aspalathus zeyheri
Aspalathus zeyheri là một loài thực vật có hoa trong họ Đậu. Loài này được (Harv.) R.Dahlgren miêu tả khoa học đầu tiên.